# Giorgio Mondini
Giorgio Mondini (Ginebra, 19 de julio de 1980) es un piloto de automovilismo suizo. Comenzó su carrera deportiva a la edad de 21 años, en Fórmula Renault 2000 Eurocup. Ganó la Eurocopa de Fórmula Renault V6 en 2004 y, posterior a esto, probó en varios equipos de Fórmula 1.

## Carrera
Debutó en 2001 en Fórmula Renault 2000 Eurocup, acabando 26.º En 2002, obtuvo la 17.ª posición. Al año siguiente, 2003 cambió a la modalidad de Eurocopa de Fórmula Renault V6 en la que acabó séptimo. En 2004 fue proclamado campeón con tres victorias, tres pole positions y un total de ocho podios.
Al año siguiente se cambió a la modalidad Fórmula Renault 3.5 con el equipo Eurointernational antes de cambiar a la GP2 Series, con el equipo David Price Racing. Además es piloto de pruebas del equipo de A1 Grand Prix de Suiza.
En diciembre de 2005, Mondini tuvo la oportunidad de probar el R25 del equipo Renault F1 al haber ganado la Fórmula Renault V6. Fue tercer piloto del equipo de Fórmula 1 MF1 Racing, que participaría en nueve de diecinueve carreras.
En la pretemporada de Fórmula 1 de 2011 probó con el equipo Hispania Racing.
Luego de varios años inactivo, en 2015 ganó el campeonato italiano de sport prototipos (clase CN2). Desde entonces corre esporádicamente en diferentes campeonatos de LMP3.

## Resultados

### GP2 Series
(Clave) (negrita indica pole position) (cursiva indica vuelta rápida puntuable)

| Año  | Escudería          | 1   | 1   | 2   | 2   | 3   | 3   | 4   | 4   | 5   | 5   | 6   | 6   | 7   | 7   | 8   | 8   | 9   | 9   | 10  | 10  | 11  | 11  | 12  | 12  | Pos. | Puntos | Ref.  |
| ---- | ------------------ | --- | --- | --- | --- | --- | --- | --- | --- | --- | --- | --- | --- | --- | --- | --- | --- | --- | --- | --- | --- | --- | --- | --- | --- | ---- | ------ | ----- |
| 2005 | David Price Racing | IMO | IMO | BAR | BAR | MON | MON | NÜR | NÜR | MAG | MAG | SIL | SIL | HOC | HOC | BUD | BUD | EST | EST | MNZ | MNZ | SPA | SPA | SAK | SAK | 26.º | 0      | [ 8 ] |
| 2005 | David Price Racing |     |     |     |     |     |     |     |     |     |     |     |     |     |     | Ret | Ret | 13  | Ret | Ret | Ret | Ret | 21† | 18  | 22  | 26.º | 0      | [ 8 ] |

### Fórmula 1
(Clave) (negrita indica pole position) (cursiva indica vuelta rápida)

| Año     | Escudería  | 1   | 2      | 3   | 4      | 5   | 6      | 7      | 8      | 9      | 10     | 11  | 12  | 13  | 14     | 15     | 16  | 17  | 18  | Pos. | Puntos |
| ------- | ---------- | --- | ------ | --- | ------ | --- | ------ | ------ | ------ | ------ | ------ | --- | --- | --- | ------ | ------ | --- | --- | --- | ---- | ------ |
| 2006    | MF1 Racing | BHR | MYS TD | AUS | SMR TD | EUR | ESP TD | MON TD | GBR TD | CAN TD | USA TD | FRA | GER | HUN | TUR TD | ITA TD | CHN | JPN | BRA |      |        |
| Fuente: |            |     |        |     |        |     |        |        |        |        |        |     |     |     |        |        |     |     |     |      |        |